# Приморско-горанска жупания
Приморско-горанска жупания e разположена в Западно Хърватско. Заема площ от 3582 км². Главен град на жупанията е Риека. Други по-големи градове в жупанията е Бакар, Црес, Цриквеница, Чабар, Делнице, Кастав, Кралевица, Крък, Мали Лошин, Нови Винодолски, Опатия, Раб и Върбовско. Задарска жупания е съставена от 21 общини.

## Население
Според преброяването през 2011 година Приморско-горанска жупания има 296 195 души население. Според националната си принадлежност населението на жупанията има следния състав:
- хървати 86,4 %
- сърби 5,3 %
- италианци 1,2 %
- бошняци 1,2 %